# Lonely Day
Lonely Day је други сингл са албума Hypnotize из 2005. године алтернативне метал групе System of a Down. Написао ју је гитариста Дерон Малакијан, који такође пева главне вокале у њој.
Ова песма је балада са меланхоличним текстом, али садржи један од најкомплекснијих гитарских солоа од свих песама System of a Down. Упркос томе, критиковали су је неки музички критичари због текста, првенствено звог тога што песма користи фразу "most loneliest" (у преводу, највише најусамљенији). 
Спот садржи материјал бенда како се налази у аутобусу током турнеје и многе ствари поред којих бус пролази су запаљене; Ватра која се уочава током спота асоцира на пожар који је задесио гитаристу Дерон Малакијана када је био дечак, у том пожару је настрадао његов брат коме је и посвећена песма. 